# Holotrichia foveolata
Holotrichia foveolata är en skalbaggsart som beskrevs av Brenske 1892. Holotrichia foveolata ingår i släktet Holotrichia och familjen Melolonthidae. Inga underarter finns listade i Catalogue of Life.